# Skype for Business
Skype for Business是Microsoft推出的一款即时通信软件，最初叫Microsoft Lync 或 Microsoft Office Communicator，配合Microsoft Lync Server一同使用。發售渠道隨同Office 365。最初版本於2011年1月25日由微軟推出。此軟件有專為Mac OS設計的Microsoft Lync for Mac。

## 功能
- 即时通信和视訊会议
- 文件協作
- 讀取及存储在Microsoft Exchange Server上的Microsoft Outlook日历
- 所有客户端之间的通信都是通过Microsoft Office Communications Server本地服务器完成的
- 提供使用TLS和SRTP加密的安全通讯

## 沿革
Office Communicator 2005发布于2005年第二季度，之前使用代号“Istanbul”。
Office Communicator 2007于2007年7月28日提供给制造商，并于2007年10月发布。Office Communicator 2007是一个创新通信联盟（ICA）产品。全功能桌面版客户端需要运行在Windows Vista 32bit、Windows XP with SP2或Windows 2000 with SP4操作系统上。
Office Communicator 2010於2010年下半年釋出。
2014年11月11日，微软宣布Lync将被Skype所取代，新版本的Skype for Business将会作为一个企业级的Skype登场。
2017年9月，微软宣布Microsoft Teams将在未来取代Skype for Business。
2019年7月30日，微软宣布Skype for Business Online将在2021年7月31日後關閉，Skype for Business Server 2019則支援至2025年10月14日為止。